# نيكولاي بولياكوف
نيكولاي بولياكوف (بالإستونية: Nikolai Poljakov)‏ هو متسابق يخت إستوني، ولد في 14 يونيو 1951 في سانت بطرسبرغ في روسيا.

## وصلات خارجية
- نيكولاي بولياكوف على موقع أوليمبيديا (الإنجليزية)